# Kokšov-Bakša
Kokšov-Bakša és un poble i municipi d'Eslovàquia. Es troba a la regió de Košice, a l'est del país.

## Història
La primera referència escrita de la vila data del 1302.

## Demografia
| Godina             | 1994 | 2004   | 2014    | 2024    |
| ------------------ | ---- | ------ | ------- | ------- |
| Nombre de persones | 1078 | 1046   | 1174    | 1335    |
| Diferència         |      | −2,96% | +12,23% | +13,71% |

| Godina             | 2023 | 2024   |
| ------------------ | ---- | ------ |
| Nombre de persones | 1310 | 1335   |
| Diferència         |      | +1,90% |